# Héctor Trejo
Héctor Gabriel Trejo Lozano (14 de mayo de 1990, Ciudad de México) es un presentador, actor e influencer mexicano.

## Trayectoria
Héctor, conocido como Bully, inició su carrera en el ámbito digital, destacándose en la creación de contenido en español. Como presentador principal de Cinépolis, ha conducido alfombras rojas con celebridades de Hollywood como Morgan Freeman, Tom Cruise, Margot Robbie, Dwayne Johnson, directores internacionales como Makoto Shinkai y cantantes como Louis Tomlinson además de haber trabajado junto a Hugh Jackman en el lanzamiento de la película The Greatest Showman En su faceta como actor, ha participado en la serie "Desenfrenadas" de Netflix y en la película "Háblame de Ti". Actualmente, Bully está participando en la obra de teatro "TOC TOC".
Como influencer, Bully tiene presencia en redes sociales, con más de 1 millón de seguidores, abordando temas de cultura pop, tecnología, vida personal y cuestiones LGBT+. Es defensor activo de los derechos LGBT+ y fue parte de la campaña global de orgullo de H&M en 2021.
Debido a su perspectiva sobre el futuro de los medios digitales ha sido entrevistado por el periodista Jorge Ramos. Además de contar con una conferencia TEDx.

### Cine
- Háblame de Ti (2022) [Bruno]

### Televisión
- Desenfrenadas (2021) (Álvaro)
- Drunk History: El lado borroso de la historia (2016) [Narrador invitado]

### Doblaje
- Spies in Disguise (2019) (Voz en español de Agente Quane)
- Dragon Ball Super: Broly (2018) [Voces extra en español]

### Teatro
- TOC TOC (2023 - Actualidad) [Otto]